# مقتل ريتشارد بروكس
ريتشارد بروكس «27 عام» (بالإنجليزية: Rayshard Brooks) مواطن أمريكي من أصل أفريقي قُتل برصاص ضابط في قسم شرطة أتلانتا مساء يوم 12 يونيو 2020. وقد قاوم بروكس الاعتقال وانتزع مسدسات الصعق وهو يتصارع على الأرض مع اثنين من ضباط الشرطة. أثناء المطاردة، التفت بروكس نحو أحد العناصر ووجّه المسدس الصاعق باتّجاهه، فاستخدم العنصر سلاحه وأصاب بروكس.
انتشر التسجيل الذي يُوثّق للحادثة على مواقع التواصل الاجتماعي. استقالت رئيسة شرطة أتلانتا إريكا شيلدز (Erika Shields) في اليوم التالي، قائلة إنها تريد المساعدة في إعادة بناء الثقة في المجتمع. قام المتظاهرون لاحقًا بإحراق مطعم الوجبات السريعة (Wendy's) حيث وقع إطلاق النار.

## التحقيق
بعد الفحص الطبي لجثة بروكس، أُعلن أن الوفاة كانت عملية قتل، بعد إصابته بعيارين ناريين في ظهره أديا إلى فقدانه الدم. وصرح مدعي عام المقاطعة إنه يمكن توجيه ثلاث تهم للشرطي مطلق النار: «القتل، القتل العمد أو الاعتداء الشديد».

## طالع أيضًا
- مقتل جورج فلويد